# 小行星4877
小行星4877（英語：4877 Humboldt）是一颗围绕太阳公转的小行星。1973年9月25日，C. J. 万·豪敦、I. 万·豪敦-格勒内费尔德、T. 赫雷爾斯在帕洛马山发现了此天体。
这颗小行星的绝对星等为201.44883等。